# Hilton of Cadboll Stone
Der Hilton of Cadboll Stone, vor allem in älteren Publikationen auch nur Hilton Stone, ist ein piktisches Steinmonument, das in Hilton of Cadboll auf der Halbinsel Tarbat Ness in der schottischen Council Area Highland, beziehungsweise der historischen Region Easter Ross, nahe einer Kapelle gefunden wurde. Es zeigt ein Kreuz und heidnische Motive. Das größere Oberteil des Steines befindet sich heute im National Museum of Scotland, das Fußteil in der Seaboard Memorial Hall in Balintore. Am ursprünglichen Standort wurde 2001 ein Replikat aufgestellt. Die dort ehemals vorhandene Kapelle ist als Bodendenkmal seit 1962 in die Liste der Scheduled Monuments eingetragen.

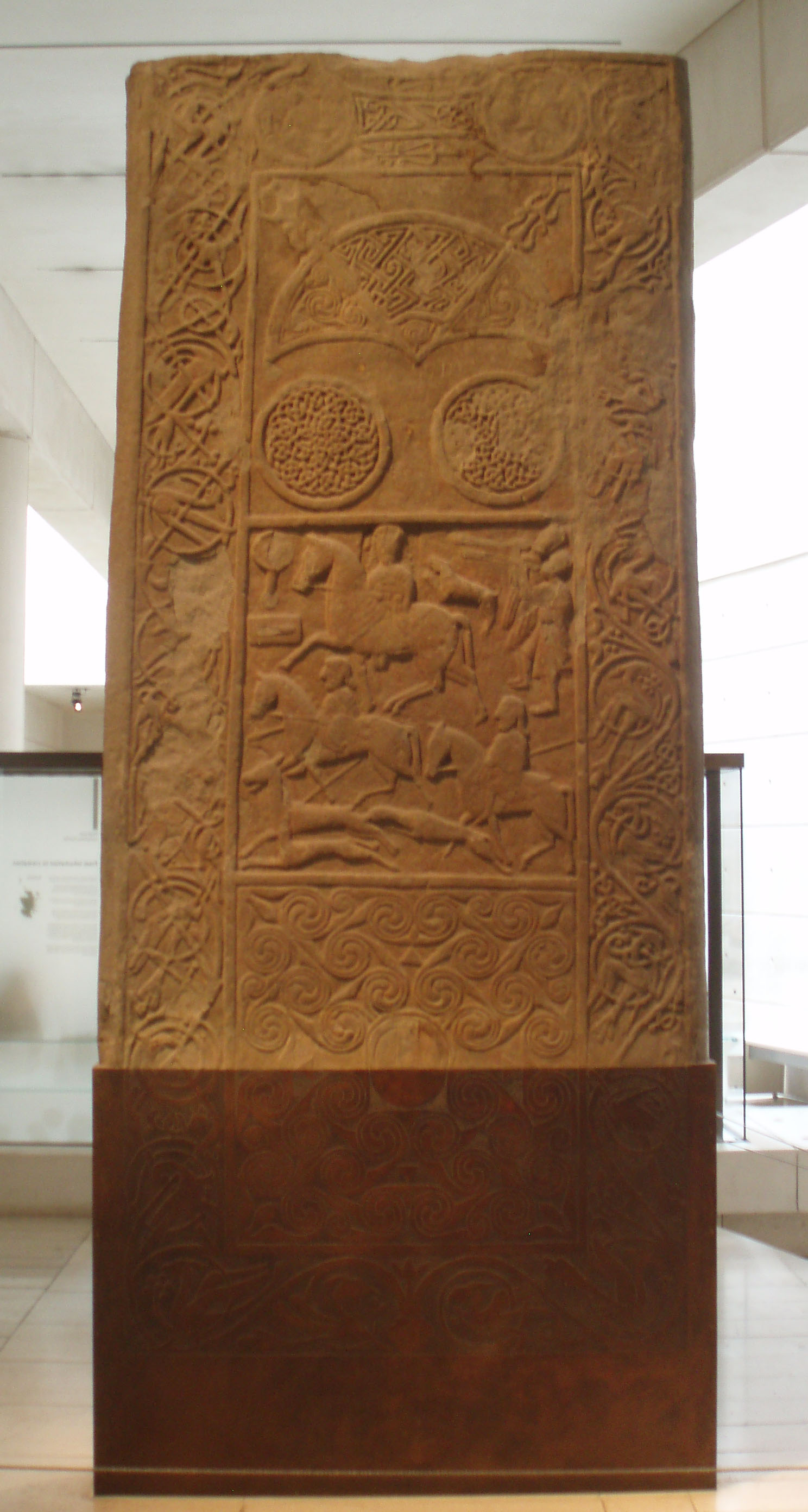
Hilton of Cadboll Stone

## Standort
Der Fundort des Steines liegt in unmittelbarer Nähe der Reste einer der Jungfrau Maria gewidmeten Kapelle, die 1610 erstmals erwähnt wurde, sicher aber älter ist. Beide befinden sich innerhalb eines Geländes, welches in früheren Zeiten als Friedhof genutzt wurde. Die Gesamtanlage steht, wie ein natürliches Amphitheater von drei Seiten durch Hänge geschützt und nur zur Meerseite geöffnet, erhöht über Hilton of Cadboll, dem nördlichsten von drei mittlerweile zusammengewachsenen Fischerorten, die gemeinsam als Seaboard Villages bezeichnet werden. Etwa drei Kilometer südwestlich, südlich des südlichsten der drei Orte, befindet sich mit dem Shandwick Stone ein ähnlicher Stein der Klasse II. In der unmittelbaren Nachbarschaft der knapp zehn Kilometer entfernten St. Colman’s Church in Portmahomack legten Ausgrabungen ein Kloster aus dem 6. Jahrhundert frei, auch dort wurden vergleichbare Steine gefunden. Ein weiterer steht im Ort Nigg, etwa acht Kilometer südwestlich von Hilton of Cadboll.

## Geschichte
Vergleiche der künstlerischen Darstellungen mit denen anderer Steine lassen eine Entstehungszeit zum Ende des 8. Jahrhunderts vermuten. Ob der Stein ursprünglich an der Stelle des Fundortes aufgestellt wurde, ist unbekannt. Zumindest ab dem 12. Jahrhundert war er dort vorhanden, da aufgrund archäologischer Untersuchungen festgestellt wurde, dass der Stein, der zu diesem Zeitpunkt umgestürzt lag, wieder aufgestellt worden ist. Vermutlich während eines Sturmes im Jahre 1674 fiel der Stein abermals um und brach dabei im unteren Teil ab. Das noch vorhandene Oberteil wurde zwei Jahre später als Grabplatte für einen lokalen Würdenträger namens Alexander Duff und dessen drei Frauen wiederverwendet. Dafür wurde die Kreuzseite des Steines abgemeisselt und durch eine zeitgenössische Inschrift sowie die Darstellung eines Wappens ersetzt. Aus bisher nicht bekannten Gründen, möglicherweise, weil er für den Transport zu schwer war, wurde er nicht zu Duffs Grab in die drei Kilometer westlich gelegene Fearn Abbey verbracht, sondern verblieb an Ort und Stelle.
Im Juni 1776 wurde der Stein wiederentdeckt. Charles Cordiner, ein Kleriker aus Banff, der sich auch als Landschaftsmaler, Illustrator und Heimatkundler betätigte, war auf einer Rundreise durch Nordschottland auch auf die Tarbat-Halbinsel gekommen. Die Grundbesitzer der Gegend vom Clan der Macleod von Schloss Cadboll und von Schloss Geanies führten Cordiner herum und zeigten ihm verschiedene historische Artefakte, darunter auch die Grabplatte. Der Stein, der nach wie vor mit der Grabsteinseite nach oben lag, erinnerte ihn von der Art her an denjenigen, den er kurz zuvor in Shandwick zu Gesicht bekommen hatte. Der Stein wurde daraufhin aufgerichtet, worauf sich Cordiners Vermutung, auf dem Stein könnten ebenfalls piktische Zeichnungen zu sehen sein, bestätigte.

Hilton of Cadboll Stone
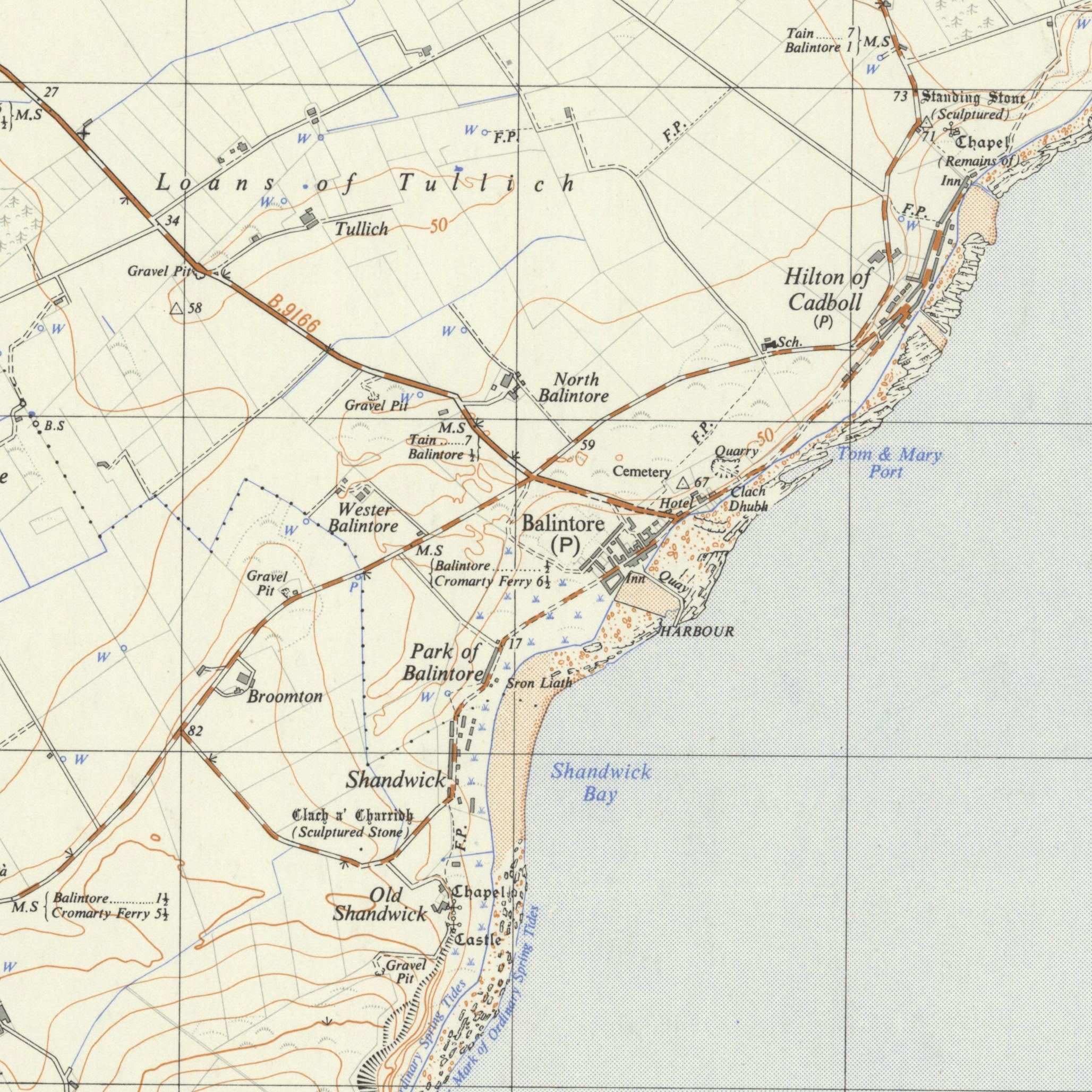
Die Seaboard Villages mit dem Steinen von Shandwick (unten) und Hilton of Cadboll (rechts oben). Ordnance
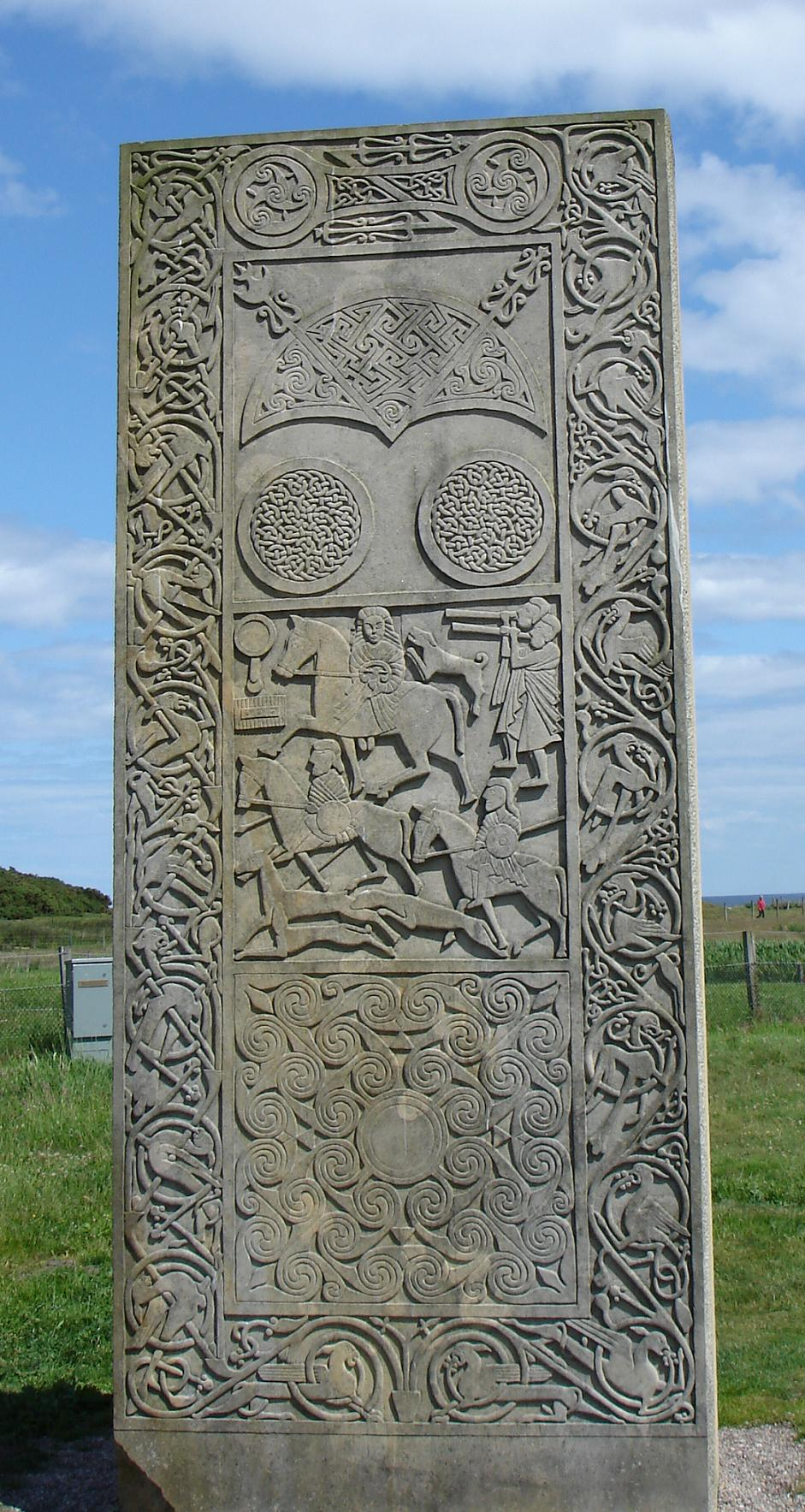
Rückseite der am Fundort aufgestellten Replik
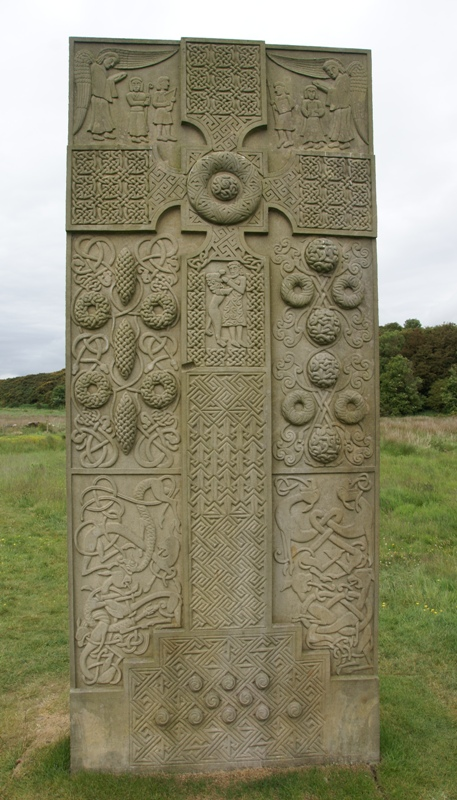
Rekonstruierte Kreuzseite der Replik
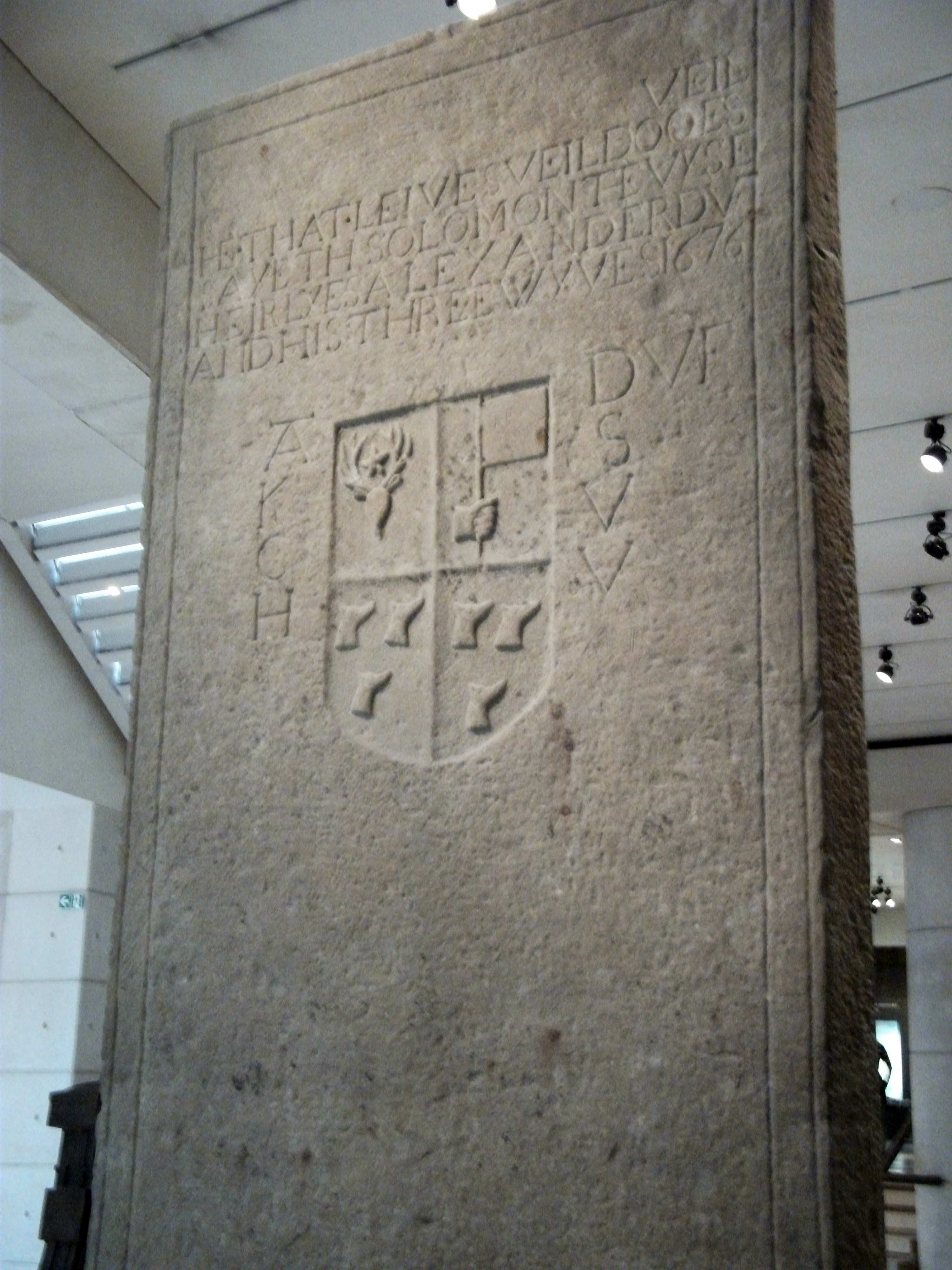
Inschrift von 1676
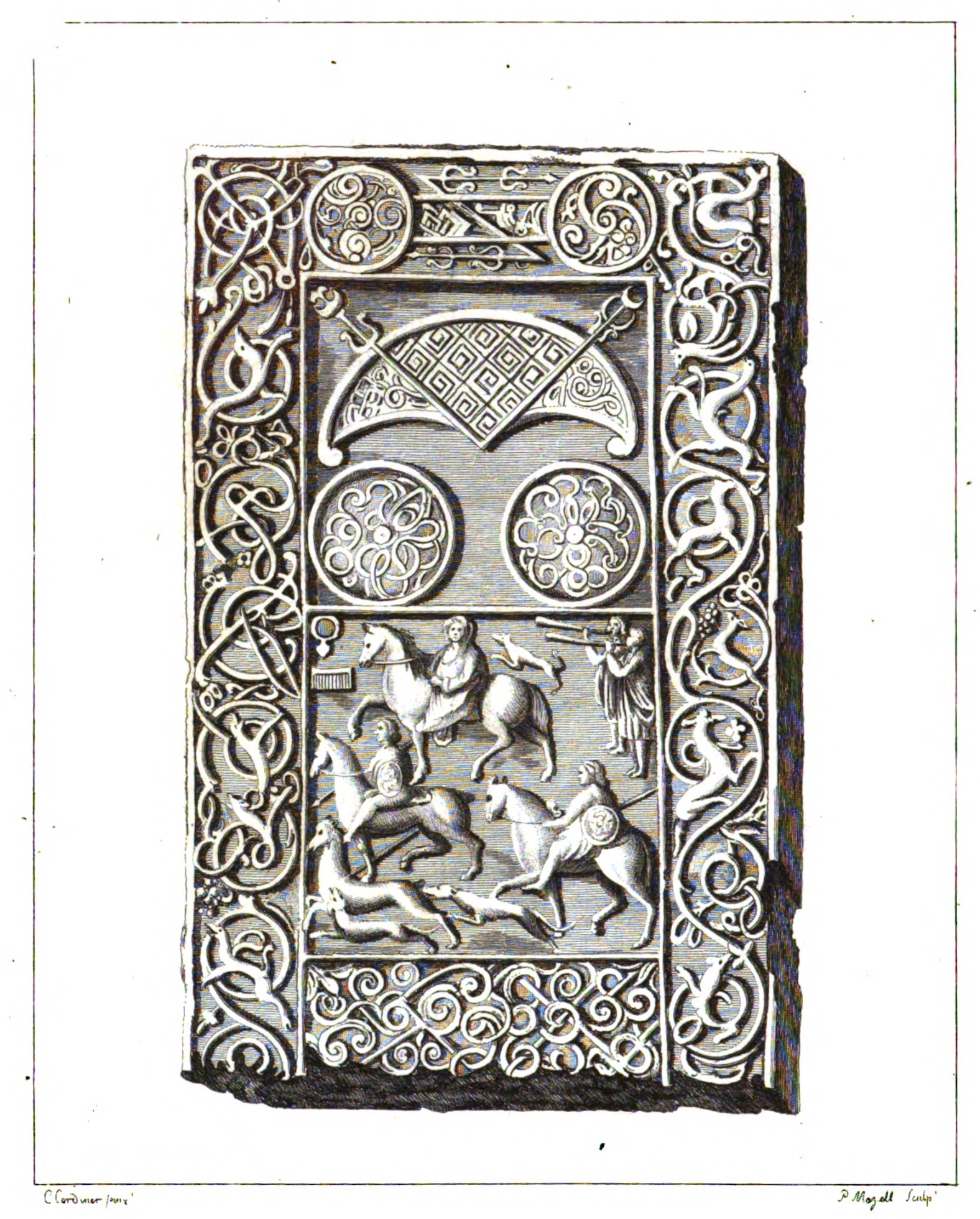
Stich von Peter Mazell nach einer Zeichnung von Charles Cordiner (1788)
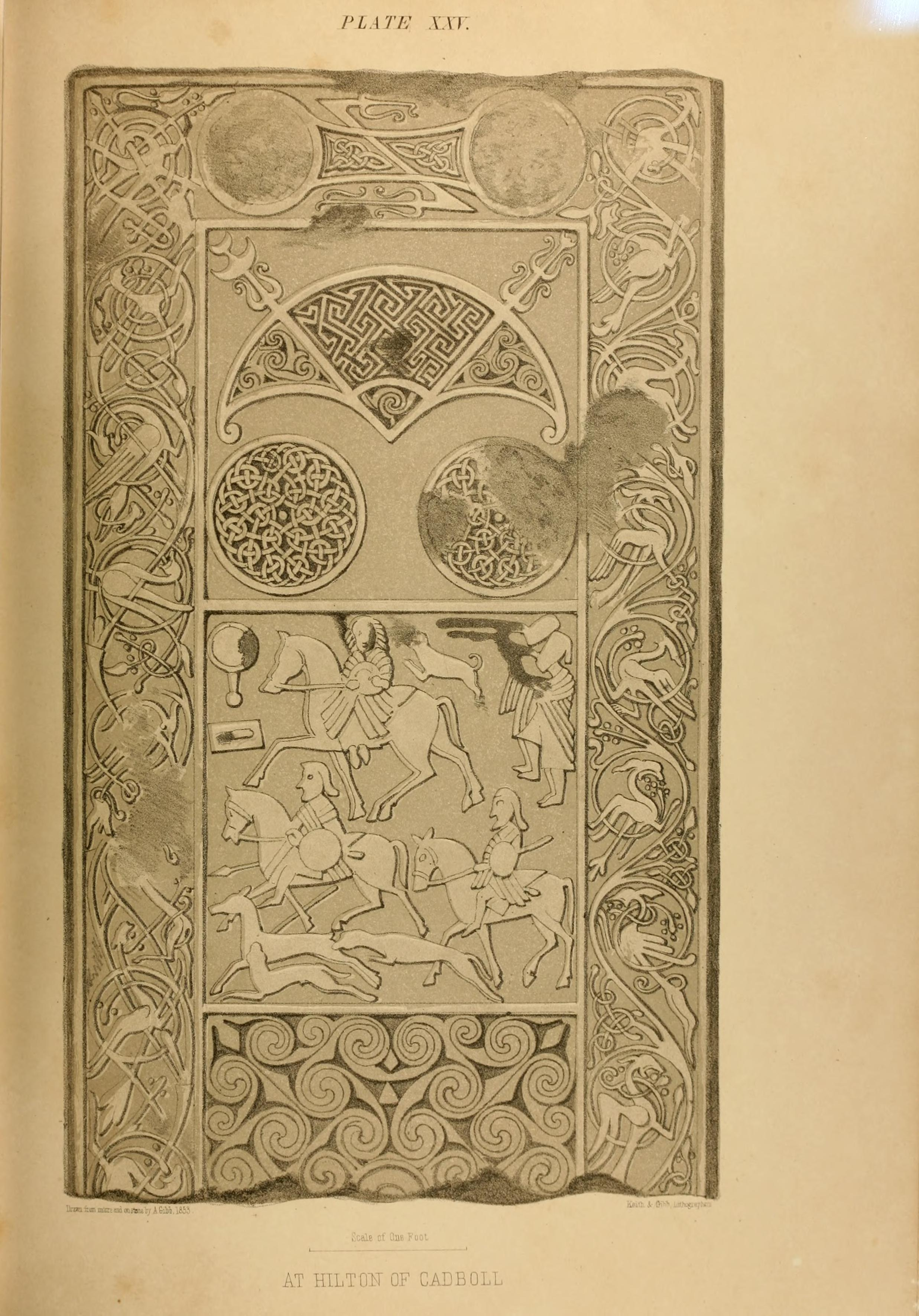
Lithographie von 1856
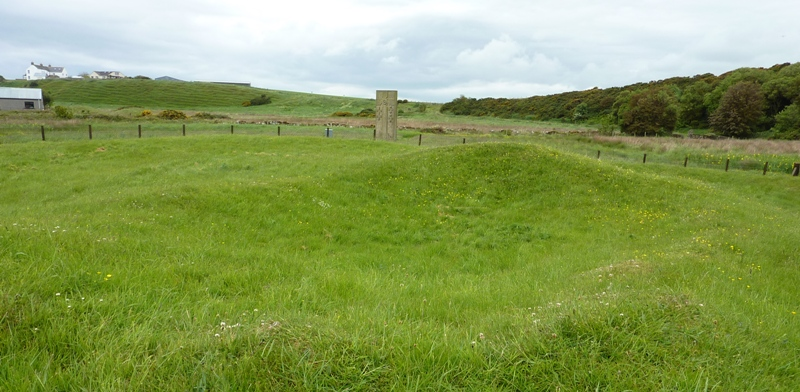
Blick über den Standort
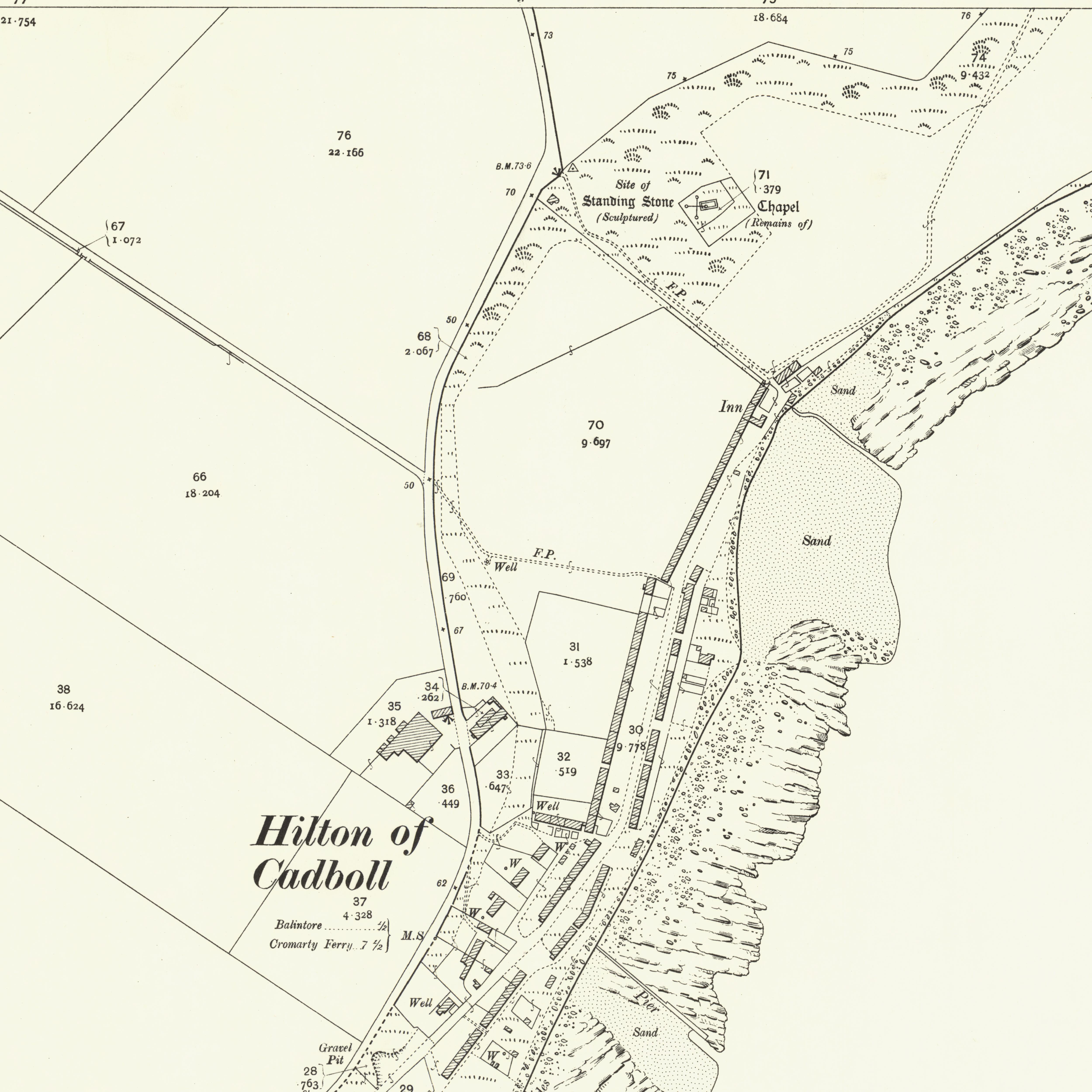
Detailkarte des Fundortes von 1906

Cordiner veröffentlichte noch im gleichen Jahr seinen Reisebericht in Form von Briefen an seinen Forscherkollegen Thomas Pennant und beschrieb darin kurz den Stein. Er verwies auf Erzählungen, die Steine der Gegend seien als Erinnerungen an Siege gegen Streitkräfte der Dänen aufgestellt worden, bemerkte aber schon, dass die Darstellungen so gar nicht zu den Ereignissen passen würden. Er vermutete vielmehr, dass die Steine an die Ruhmestaten derjenigen Häuptlinge erinnern sollten, welche als erste in der Region zum Christentum bekehrt worden seien. Drei Jahre später erfolgte auch eine Übersetzung in deutscher Sprache. In einem späteren Werk ging Cordiner 1788 etwas ausführlicher auf den Stein ein. Er stellte ihn zeitlich in den Raum zwischen 1000 und 1200 und wertete ihn undifferenziert als Erinnerungsstein für Personen und Ereignisse dieser Zeit. Dem Buch wurde auch eine von ihm angefertigte und von Peter Mazell gestochene Zeichnung beigefügt.
Hugh Miller (1802–1856) bot 1835 zwar nur eine Kurzbeschreibung, verwies aber ebenfalls auf den vermutlichen Zusammenhang der drei Steine und bot mit einer weiteren Legende auf. Hiernach sei der Mormaer of Ross mit einer Tochter des dänischen Königs verheiratet worden. Er habe sich aber als grausamer Ehemann erwiesen, und so habe ihr Vater drei ihrer Brüder mit einer Schiffsflotte ausgesandt, um ihn zu bestrafen. Die Schiffe seien aber an der Küste untergegangen oder gestrandet und die drei Brüder dabei ertrunken. An drei verschiedenen Stellen begraben, habe ihr Vater später die drei Monumente an diesen Orten zur Erinnerung an seine Söhne aufstellen lassen. Ansonsten mutmaßte er, die Steine könnten die Standorte von Kapellen der Culdeer markieren.
1856 wurde der Stein erneut erwähnt, zu diesem Zeitpunkt stand er auf dem Gelände in einem Schuppen untergestellt. Außerdem wurde von Andrew Gibb eine erneute Zeichnung angefertigt, die, im Gegensatz zu der von Cordiner, auch die Beschädigungen zeigte. Anfang der 1860er Jahre brachten ihn die Familie der Macleods auf ihr Schloss in Invergordon, wo er, gemeinsam mit einem weiteren, der in Portmahomack gefunden worden war, als Zierstück im Landschaftsgarten aufgestellt wurde. 1921 wurden Schloss und Liegenschaften verkauft. Der Stein kam ins British Museum, von wo er, nach einem Aufschrei öffentlicher Empörung, alsbald in das Schottische Nationalmuseum überstellt wurde.

## Ausgrabungen
Im Jahre 1994 erfolgte von lokaler Seite ein Vorstoß, den Stein wieder an seinen ursprünglichen Platz zurückzubringen. Dieser war zwar nicht erfolgreich, führte aber 1998 zu ersten archäologischen Ausgrabungen. Hierbei wurde ein ausreichend großes Potential für weitere Untersuchungen festgestellt, außerdem wurde der Vorschlag gemacht, anstelle des Originales ein Replikat aufzustellen. Zwei weitere Ausgrabungen im Laufe des Jahres 2001 erbrachten reiche Funde. So wurde das verlorengegangene Unterteil wiederentdeckt und ausgegraben. Außerdem konnten über 10.000 Steinfragmente sichergestellt werden, von denen rund 1500 der ursprünglichen Oberfläche der Kreuzseite zugerechnet werden konnten. Darüber hinaus konnten weitere Erkenntnisse über die Geschichte des Steines, der Kapelle sowie des Friedhofes gesammelt werden.
Ebenfalls 2001 wurde, wie vorgeschlagen, ein von dem Bildhauer Barry Grove erstelltes Replikat des Steines errichtet. Ursprünglich nur mit der erhaltengebliebenen Seite versehen, wurde diesem später auch die aufgrund der Ausgrabungsergebnisse rekonstruierte Kreuzseite angefügt.

## Beschreibung
Der Stein zeigt sowohl ein christliches Kreuz als auch piktische Symbolik und fällt damit im Rahmen der wissenschaftlichen Klassifizierung dieser Steine in Kategorie II. Er kann somit, wie alle Steine dieser Klasse, sowohl als Piktischer Symbolstein als auch als Kreuzstein angesprochen werden. Der Stein ist 140 Zentimeter breit. Das Oberteil misst eine Höhe von 266 und eine Dicke von 4, das Fußstück eine Höhe von 85 und eine Dicke von 21 Zentimetern. Das Material besteht, wie auch das der anderen Steine, aus Old-Red-Sandstein, einem Gestein, das in weiten Teilen der Umgebung als Untergrund vorherrschend ist. Es steht zu vermuten, dass das Material aller Steine aus demselben Steinbruch stammt.
Beide Seiten sind reich geschmückt. Unter den piktischen Symbolen des Halbmondes, des V-Stabes und der Doppelscheibe befindet sich eine Jagdszene. Darin befindet sich die äußerst seltene Darstellung einer galoppierenden Reiterin mit einer großen Ringfibel, die im Damensattel sitzt. Vor ihr befindet sich ein Spiegel- und Kamm-Symbol. Sie scheint etwas in ihrem linken Arm zu halten. Zwei Reiter, zwei Hörner blasende Jäger zu Fuß, Hunde und Rehe bilden den Rest der Jagdszene. Der untere Tafelteil enthält Spiralmuster. Der komplizierte Rahmen hat den Lebensbaum mit Vögeln als Motiv.
Auf der Kreuzseite sind neben dem zentralen christlichen Symbol und ornamentalen Verzierungen auch drei szenische Darstellungen zu sehen. Zwei davon zeigen je eine Engel und Menschen, bei der dritten kämpft ein Mann mit einem löwenähnlichen Raubtier.

## Einordnung
Schon bei seiner Wiederentdeckung 1776 ordnete Charles Cordiner den Stein aufgrund der Ähnlichkeiten zu den Steinen von Nigg und Shandwick einer Gruppe zu, die wohl in irgendeinem Zusammenhang stehen müsste. Die, auch in der Folgezeit gemachte Vermutung, dies stünde irgendwie im Zusammenhang mit nicht näher spezifizierten Dänen, berief sich auf die genannten Legenden. In der Tat gab es im frühen und hohen Mittelalter in der Region immer wieder Kontakte und auch kriegerische Auseinandersetzungen mit Gruppen skandinavischen Ursprunges, sowohl mit Dänen im eigentlichen Sinne als auch mit Wikingern ganz allgemein. So berichtet die Orkneyinga saga von einer Schlacht, welche sich im 11. Jahrhundert an Tarbat Ness, der Nordspitze der Halbinsel Tarbat, zugetragen und bei der Thorfinn der Mächtige einem schottischen König namens Karl Hundason, möglicherweise ein Spottname für Macbeth, eine empfindliche Niederlage zugefügt habe. Eine vergleichbare Zuweisung erhielten im Übrigen auch die Überreste eines Erdwerkes, ehemals wohl ein Fort mit einem Dun, bei Easter Rarichie, südwestlich von Shandwick, welche bis in die jüngere Zeit, auch auf topographischen Karten, als Danish Fort geführt wurden, tatsächlich wohl aber eher der späten Eisen- und damit der Piktenzeit zuzurechnen sind.
Diese Zuordnungen gelten, auch aufgrund der Ergebnisse der 1991 begonnen, 1994 intensivierten und 2007 abgeschlossenen Ausgrabungen in Portmahomack, als überholt: die Steine sind eindeutig dem Kulturkreis der Pikten zuzurechnen. Gleichwohl fehlt es nach wie vor an einer zufriedenstellenden Begründung sowohl für die Bedeutung der Steine an sich als auch für deren auffällige Häufung in dieser Region. Möglicherweise waren sie Teil einer rituellen Landschaftsgestaltung, markierten die Außengrenzen des heiligen Klosterbezirks, Friedhöfe oder Bootslandeplätze, dienten als Landmarke, oder erzählten, quasi als steinerne Hagiographie, die Lebens- und Erweckungsgeschichte von Heiligen an einem Ort, der mit ihrem Leben in Verbindung stand, etwa, weil sich dort ihre Einsiedelei befand. In diesem Falle wäre es ein bei einer Jagd aufgetretenes Ereignis. Nicht auszuschließen ist allerdings auch, dass es sich um im Kern säkulare, also nichtreligiöse Darstellungen etwa gesellschaftlich herausragender Ereignisse handelt, die von Personen aus der damals herrschenden Schicht in Auftrag gegeben wurden, und bei denen die Darstellung des Kreuzes und die übrige christliche Symbolik nur als allgemeines Zeichen ihres Glaubens fungiert. Immerhin haben sowohl das Aufstellen derartiger Steinmonumente als auch die Verwendung der typisch piktischen Symbole eine Tradition, welche älter ist als die Verwendung christlicher Motive.
Bei der Betrachtung ist auch zu bedenken, dass für keinen der Steine gesichert ist, wo er ursprünglich aufgestellt stand. Für den Bereich Hilton of Cadboll wird aufgrund archivarischer Quellen eine verschwundene Vorläufersiedlung namens Cadboll Fischer angenommen, die möglicherweise rund um die Kapelle lag.
Die Ausgrabungsergebnisse von Portmahomack legen die Existenz einer Reihe von frühmittelalterlichen Portagen nahe, an denen Boote über kurze Distanz über Land transportiert wurden, um Strecken abzukürzen oder gefährliche Küstenabschnitte zu umfahren. Sofern die Steine in diesem oder einem sonstigen seefahrerischen Kontext eine Rolle gespielt haben sollten, so gilt zu beachten, dass zu ihrem Aufstellungszeitpunkt der Meeresspiegel einige Meter höher lag, die Sichtbarkeit von der Seeseite aus also eine deutlich andere als heute war.

## Trivia
Ein Teil der unteren Partie der symbolischen Gravierungen des Steines dient als Logo der Whiskybrennerei Glenmorangie aus Tain.

### Allgemeine Übersichten
- E. J. Cowan, R. Andrew McDonald (Hrsg.): Alba. Celtic Scotland in the medieval era. Tuckwell, East Linton 2000, ISBN 1-86232-151-5, S. 76–87.
- Richard Feachem: Guide to prehistoric Scotland. 2nd edition. Batsford, London 1977, ISBN 0-7134-3264-0.

### Historische Beschreibungen
- Charles Cordiner: Monument in Ross-Shire. In: Charles Cordiner: Remarkable ruins, and romantic prospects, of North Britain. With ancient monuments, and singular subjects of natural history. London, 1788. Hierin auch eine Abbildung des Steines
- Charles Carter Petley: A short account of some carved stones in Ross-shire, accompanied with a series of outline engravings. Archaeologia Scotica, Volume IV, Edinburgh 1857, S. 345–352. Digitalisat auf der Website des Archaeology Data Service, PDF-Datei, 4MB,  abgerufen am 20. September 2012.
- Alexander Mackenzie: The Sculptured Stones of Ross and Cromarty. Kapitelweise veröffentlicht in: The Celtic Magazine: a Monthly Periodical, Inverness, in folgenden Ausgaben:
  - Vol. VI, 1881: Kapitel 1, S. 476ff. (Okt. 1881)
  - Vol. VII, 1882: Kapitel 2, S. 1ff. (Nov. 1881)
  - Kapitel 3, S. 76ff. (Dez. 1881)
  - Kapitel 4, S. 121ff. (Jan 1882)
  - Kapitel 5, S. 212ff. (März 1882)
  - Kapitel 6 S. 276ff. (April 1882)
  - Kapitel 7, S. 309ff. (Mai 1882)
  - Kapitel 8, S. 441ff (Aug. 1882)
  - Kapitel 9, S. 537ff. (Okt. 1882)
  - Vol. VIII, 1883: Kapitel 10 S. 49ff. (Dez. 1882). Zu der dort angekündigten Fortsetzung ist es, zumindest im Celtic Magazine bis zu dessen Einstellung 1888, nicht mehr gekommen. Zum Hilton of Cadboll Stone insbesondere ab Kapitel sechs.
- Cecil L. Curle: The chronology of the early christian monuments of Scotland. Proc Soc Antiq Scot, Vol. 74, 1939/40, Edinburg 1940, S. 60–116.  Digitalisat, PDF-Datei, 12 MB. Abgerufen am 21. September 2012. (englisch)
- Robert B. K. Stevenson: 'The Inchyra Stone and some other unpublished early Christian monuments'. Proc Soc Antiq Scot, Vol. 92, 1958/59, S. 33ff. Edinburgh 1961. Digitalisat, PDF-Datei, 4 MB. Abgerufen am 21. September 2012. (englisch)

### Aktuelle Forschungsergebnisse
- Justin Garner-Lahire: Geophysical and Topographical Survey. Hilton of Cadboll. Bericht der Untersuchungsergebnisse, Mai 1998. Digitalisat auf der Website des Highland Historic Environment Record, PDF-Datei, 3,9MB, abgerufen am 29. September 2012. (englisch)
- Martin Carver: Hilton of Cadboll. Archaeological Assessment and Project Design. Bericht, Juni 1998. Digitalisat auf der Website des Highland Historic Environment Record, PDF-Datei, 1,7MB, abgerufen am 29. September 2012. (englisch)
- Heather James, Isabel Henderson, Sally M. Foster and Sian Jones: A Fragmented Masterpiece: Recovering the biography of the Hilton of Cadboll Pictish cross-slab. Society of Antiquaries of Scotland, Edinburgh 2008. ISBN 978-0-9039-0342-4 Zusammenfassung, PDF-Datei, 47kB, abgerufen am 20. September 2012.
- Siân Jones: Heritage, Identity and Place: the biography of the Hilton of Cadboll Pictish cross-slab (2001-2007). Kurzbericht über den Stein sowie die Ausgrabungsergebnisse auf der Website der archäologischen Abteilung der Universität Manchester.
- John Wood: The Hilton of Cadboll Stone. Importance and Potencial. Digitalisat auf der Website des Highland Councils, PDF-Datei, 2,2 MB. Abgerufen am 20. September 2012.